# Cotte de mailles

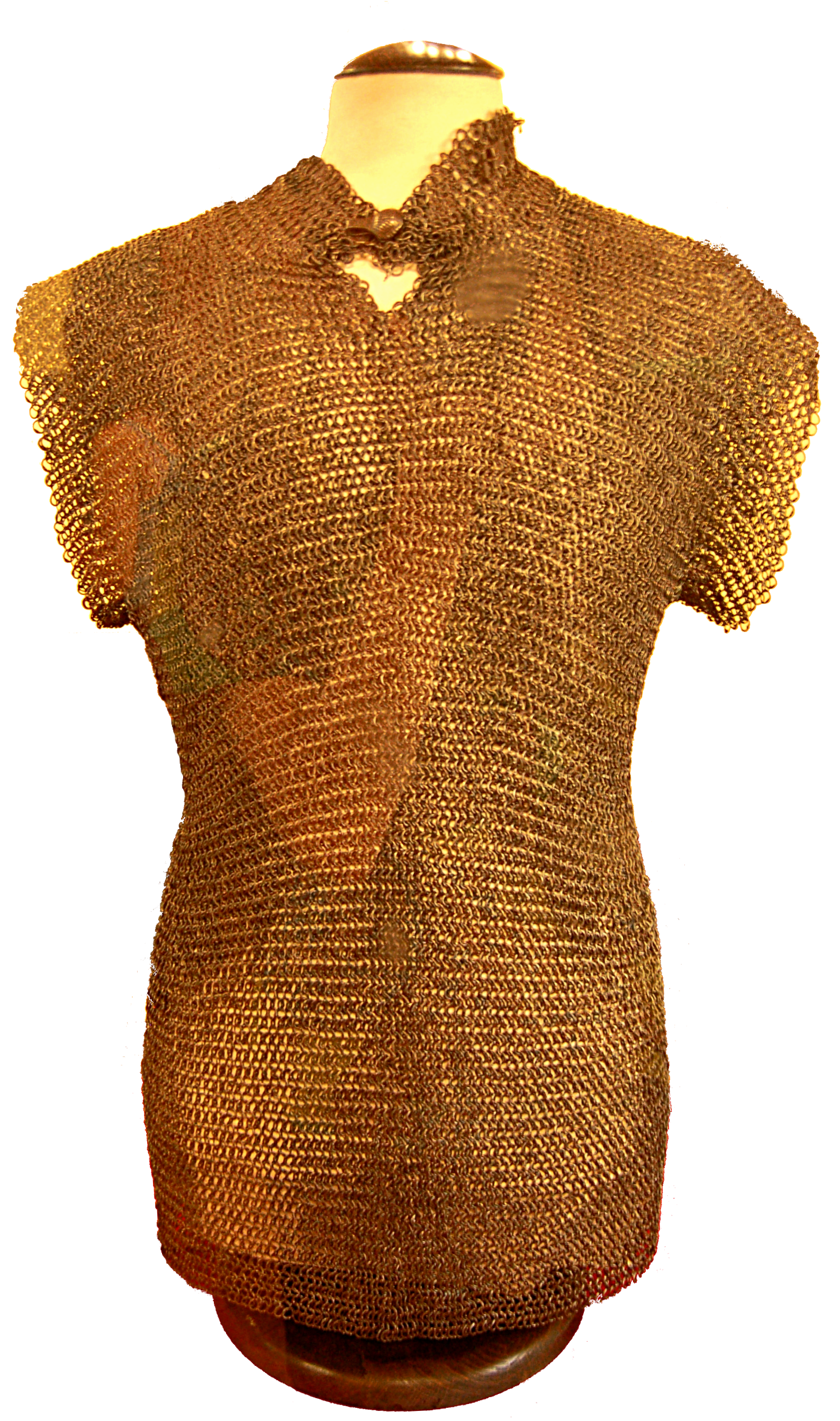
Cotte de mailles exposée au musée national du Moyen Âge (Paris, France).

Une cotte de mailles, est un type d'armure constituée de mailles reliées entre elles afin de former une protection individuelle corporelle. Grâce à ce montage, elle conserve une certaine souplesse.

## Techniques

### Fabrication du fil de fer
En Europe, les filières furent probablement inventées par les Celtes. Cependant, il semble qu’à l’époque le fil de fer ait été fabriqué par un passage unique dans une filière, et non par le passage par une série de filières de tailles décroissantes.
Après la chute de l’Empire romain d’Occident, l’Europe occidentale semble, faute d’utilisation (abandon des politiques de conquêtes), avoir connu une forte diminution de la production, entraînant abandon de fourneaux et d'ateliers, perte de savoir-faire et recul technologique. Mais la production de Maille existe toujours et on connaît quelques fourneaux Mérovingiens . L'Empire Carolingien préférera par la suite la Broigne (armure métallique dont on ne connait pas les caractéristiques) - sans pour autant abandonner la Maille.
Dès le XIe siècle, l'industrie repart, avec l'adoption massive de roues hydrauliques. À partir du XIIe siècle, le prix du fer baisse.[réf. nécessaire] Ainsi, la fabrication des fils de fer s’est extrêmement développée (généralisation du tréfilage, tréfilerie hydraulique) et s’est industrialisée. Les forgerons d’armes n’étaient donc plus tenus de fabriquer eux-mêmes leur fil.
Trois techniques sont connues :  
- par martelage d’un lingot dans une matrice, la matrice étant une simple rainure dans une plaque métallique, servant à calibrer le fil plus qu’à le former ;
- par découpage d’une plaque de fer ;
- en forçant manuellement un lingot dans une filière (pièce mécanique).

En conséquence, la fabrication de la maille annulaire a connu une grande extension, et les camails étaient bien moins coûteux, et par conséquent, plus courants. Les camails « broignes » continuèrent cependant d’exister et d’être utilisés. Ils étaient seulement beaucoup plus rares que ceux en cotte de mailles annulaires.
Tant dans l’Antiquité qu’au Moyen Âge, des fils de fer « plats » ont souvent été utilisés pour réaliser les mailles annulaires. Dans la mesure où de tels fils ont été observés après le XVIe siècle, il ne semble pas que cela soit dû, uniquement, au type de fabrication du fil (tôle découpée). Il semble que du fil rond obtenu à partir d’une filière ait été aplati pour obtenir du fil plat.

### Cotte de mailles annulaires
Le modèle le plus connu en Europe consiste en anneaux de fer, parfois fermés par un rivet, et s’entrelaçant pour former une sorte de tissu.

### Cotte de mailles plates

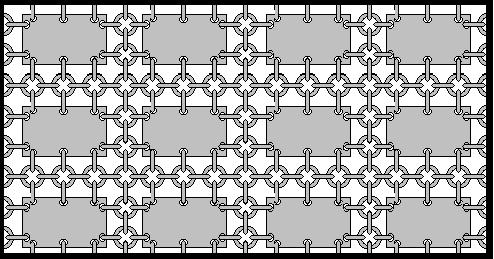
Jaseran, maille plate rectangulaire reliée par des mailles annulaires de type « Maille normande ».

Cependant de nombreux modèles comprennent d’autres types de mailles (macles).
Ce peuvent être des mailles plates reliées entre elles par des mailles annulaires ou ovales Jaseran (es), ou fixées sur un tissu de mailles préexistantes. Elles peuvent aussi être liées entre elles (lacet, fil métallique) de manière suffisamment lâche pour que l’ensemble conserve une certaine souplesse.
De tels assemblages (uniquement de mailles plates) sont rares car leur rigidité en font en général du corselet plutôt que des cottes de mailles. Pour obtenir une souplesse suffisante, les rivets sont gais. C’est-à-dire que le rivetage se fait dans des trous ovales, et que les rivets maintiennent les plaques sans les serrer fortement (voire en laissant un espace entre les plaques). Chaque rivet se comporte comme une charnière plutôt que comme un rivet classique. La souplesse étant gagnée au détriment de la solidité.

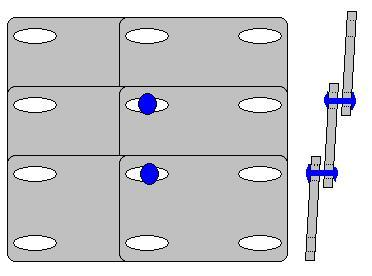
Mailles plates.

Des mailles plates peuvent aussi être lacées entre elles pour obtenir une cotte de mailles. Mais comme pour le rivetage, un laçage suffisamment souple pour que l’on puisse parler de cotte de mailles était beaucoup moins solide qu’un laçage plus serré. Par contre un laçage plus serré donnait un corselet (rigide) plutôt qu’une cotte.
Les cottes de mailles uniquement réalisées en mailles plates sont en fait extrêmement rares.
Les mailles peuvent donc avoir n’importe quelle forme.
Elles peuvent être de n’importe quelle matière (fer, acier, cuivre, airains divers, corne, écaille de tortue, cuir laqué, etc.) à condition qu’elles soient rigides et suffisamment solides.
Les mailles peuvent être fixées entre elles par des ligatures (lacet de cuir ou textile, fil métallique), par des rivets ou de n’importe quelle autre manière.
Le terme de cotte de mailles reste valable tant que l’ensemble reste souple. Cependant, on appelle traditionnellement « armure » certains types de cottes de mailles telles que les cottes de mailles romaines (lorica hamata, lorica plumata, etc.). Dans le domaine de l’armement, le vocabulaire dépend souvent des traditions.

## Histoire

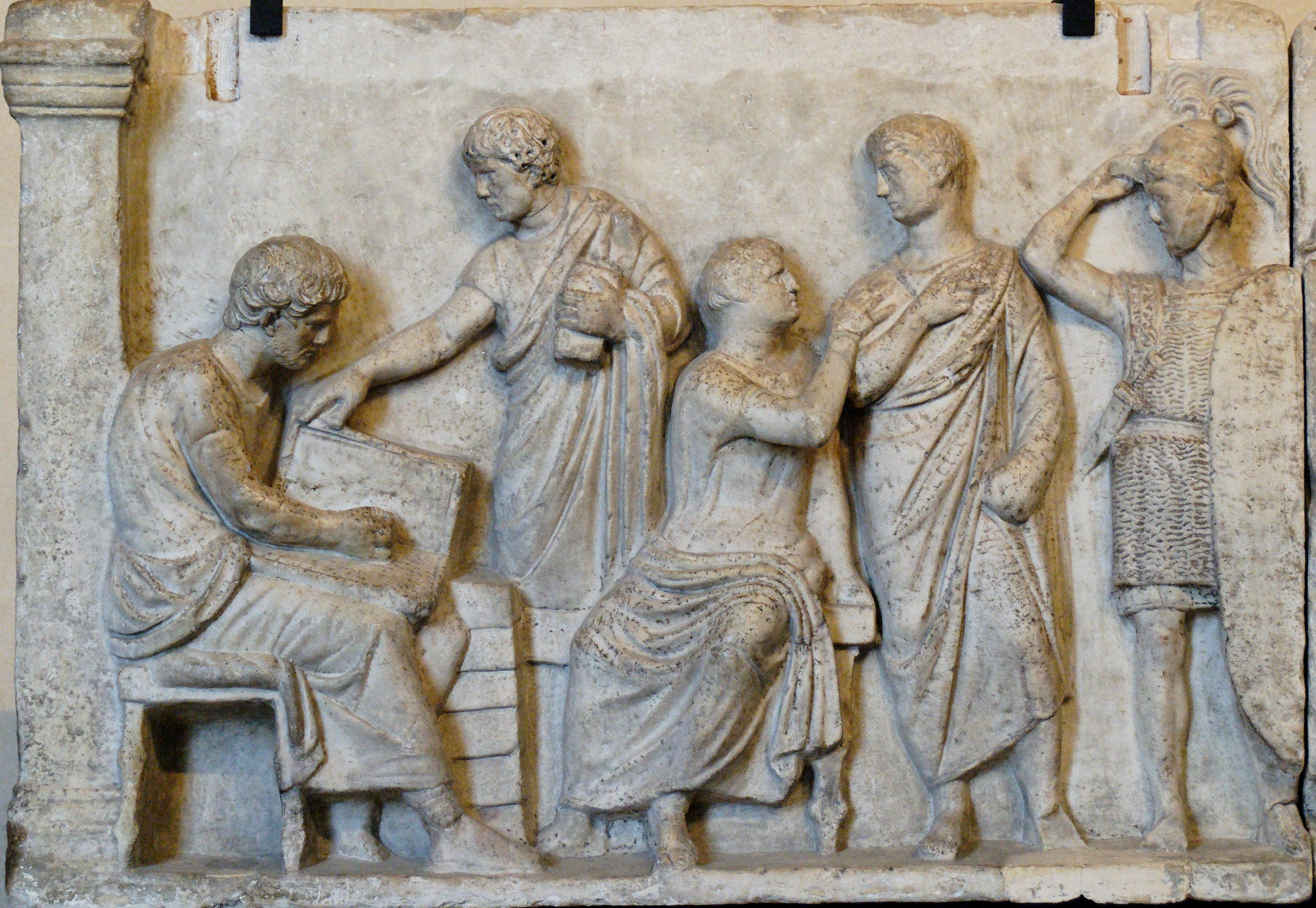
Bas-relief de l'autel de Domitius Ahenobarbus, représentant une opération de recensement : à droite, un soldat équipé en cotte de mailles.

En Europe et au Proche-Orient, l’origine de la cotte de mailles a longtemps été attribuée aux Celtes, leur invention étant adoptée par les légions romaines, qui en ont été le principal vecteur de diffusion. Cependant, il semble que ce type d'armure défensive ait été utilisée dès le IVe siècle av. J.-C. par les Étrusques. Le légionnaire romain adopte à son tour la cotte de mailles pour son équipement. Selon Jean-Louis Brunaux, archéologue spécialiste de la civilisation gauloise, la cotte de mailles est une invention celte,,.
Concernant la période viking, une seule véritable cotte de mailles entière fut trouvée en Norvège, ainsi que des fragments isolés, de plus des impacts d'anneaux de maille ont été retrouvés sur des ossements et il existe plusieurs mentions de la cotte de mailles dans les sagas , ainsi que le fait que les Vikings aient eu énormément de contacts avec les autres civilisations pendant l'âge viking confirme que la cottes de mailles était bel et bien utilisée par les Vikings[réf. souhaitée].

### Dans le Coran et dans la Bible
Le Coran cite deux fois les cottes de mailles. Une fois dans la Sourate 21 : « Nous lui (David) apprîmes la fabrication des cottes de mailles afin qu'elles vous protègent contre vos violences mutuelles (la guerre). En êtes-vous donc reconnaissants ? »
et une autre dans la sourate 34 :
« Nous avons certes accordé une grâce à David de Notre part. Ô montagnes et oiseaux, répétez avec lui (les louanges d'Allah). Et pour lui, Nous avons amolli le fer,
(en lui disant) : « Fabrique des cottes de mailles complètes et mesure bien les mailles ». Et faites le bien. Je suis Clairvoyant sur ce que vous faites. »
La Sourate 2 versets 249 à 251 raconte la bataille entre David et Goliath. Ils y sont probablement équipés de cottes de mailles.
Le récit biblique décrit Goliath comme étant un géant d'une taille « de six coudées et un empan » soit environ 2,90 m, avec une cotte de mailles (ou une cuirasse à écailles selon les traductions) en cuivre d'une masse de « 5 000 sicles » soit 57 kg.

### En Europe occidentale au Moyen Âge

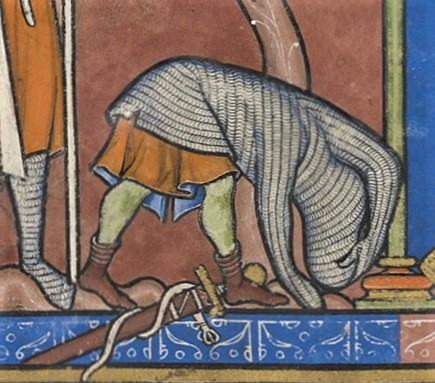
David rejette cette armure à laquelle il n’est pas accoutumé. (détail du folio 28r de la Bible de Maciejowski, XIII). L’image montre de manière réaliste comment ôter un haubert.

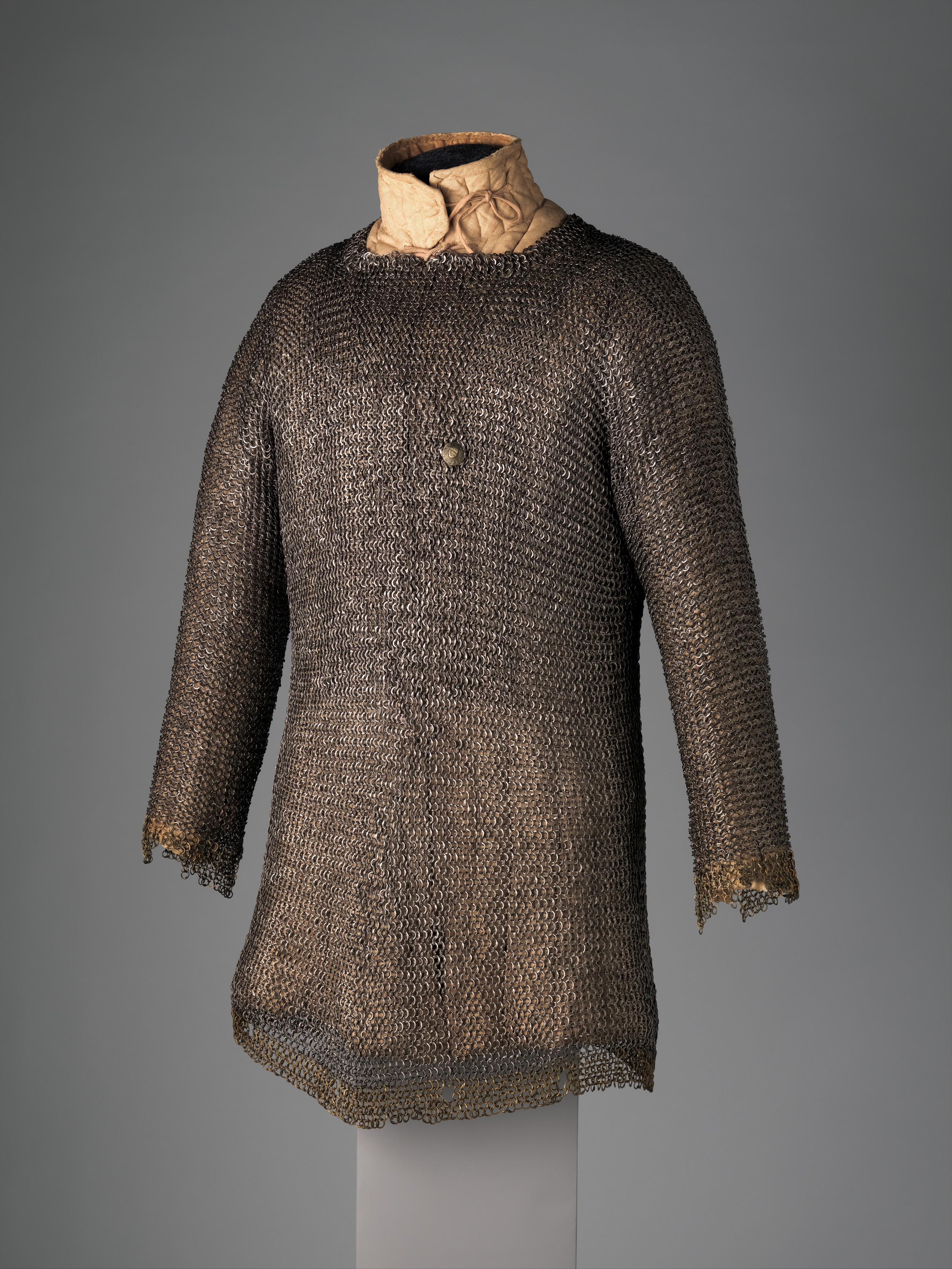
Cotte de mailles, XV, Metropolitan Museum of Art.

En Europe occidentale, la cotte de mailles est restée relativement simple. C’était en général une cotte de mailles annulaire, à anneaux ronds, de même taille, généralement rivée « à grain d’orge ». Elle était parfois renforcée de mailles plates lacées dessus, plus rarement incluses dans le « tissu » de mailles (dans ce cas elle était parfois nommée jaseran). Quasiment toujours réalisée en fer, elle était parfois aciérée (plus coûteux), mais pouvait être agrémentée d’anneaux en airain.
Les mailles plates en grandissant ont pris le nom de plates, elles ont été rivées de manière rigide les unes aux autres et sont devenues indépendantes de la cotte. Le résultat en a été l’armure de plates utilisée en Europe. Les précurseurs de l’armure de plates étaient cependant plus souvent des broignes que des cottes de mailles.
À partir de saint Louis, les corselets rigides ont remplacé les cottes de mailles en Europe, non pas parce qu’ils étaient plus solides (cela n’est venu que par la suite), mais parce qu’ils étaient plus légers. En effet les cottes de mailles ont été considérablement renforcées par la suite (mailles multiples, plusieurs couches, anneaux les plus petits possible), Leur poids (de treize à quinze kilogrammes répartis essentiellement sur les épaules et le haut de la poitrine, ce qui oppresse le combattant) et leur prix ont alors augmenté de manière démesurée. Leur souplesse a d’autre part été fortement réduite. Elles ont été abandonnées ou réduites à un rôle de défense auxiliaire sous le corselet (pour ceux qui portaient une armure complète) ou dans les parties laissées à découvert par les plates (gorges, aisselles, coudes, bas-ventre).
Par la suite l’armure s’étant améliorée (méthode de construction, formes et plaques de renfort de plastron), elle fut souvent remplacée par des goussets de mailles annulaires sur le gambison — des tissus de mailles de forme appropriée (gousset) étaient cousus sur le vêtement matelassé porté sous l’armure (afin d’amortir les coups, de permettre au corps une certaine liberté de mouvement sous le corselet et d’essayer de protéger le porteur d’armure de la chaleur du jour, du froid ou de la pluie) —. Dans ce cas les mailles ne protégeaient plus que les points faibles de l’armure. Cependant la cotte de mailles n’a jamais été abandonnée comme défense unique portée par le fantassin, et elle retrouva son rôle de défense annexe sous l’armure à la fin du Moyen Âge et au début de la Renaissance (simplification des armures pour des troupes de plus en plus nombreuses). Elle devint obsolète avec le développement des armes à feu au XVIe siècle.

### AuProche-Orient, enEurope orientale, auMaghreb

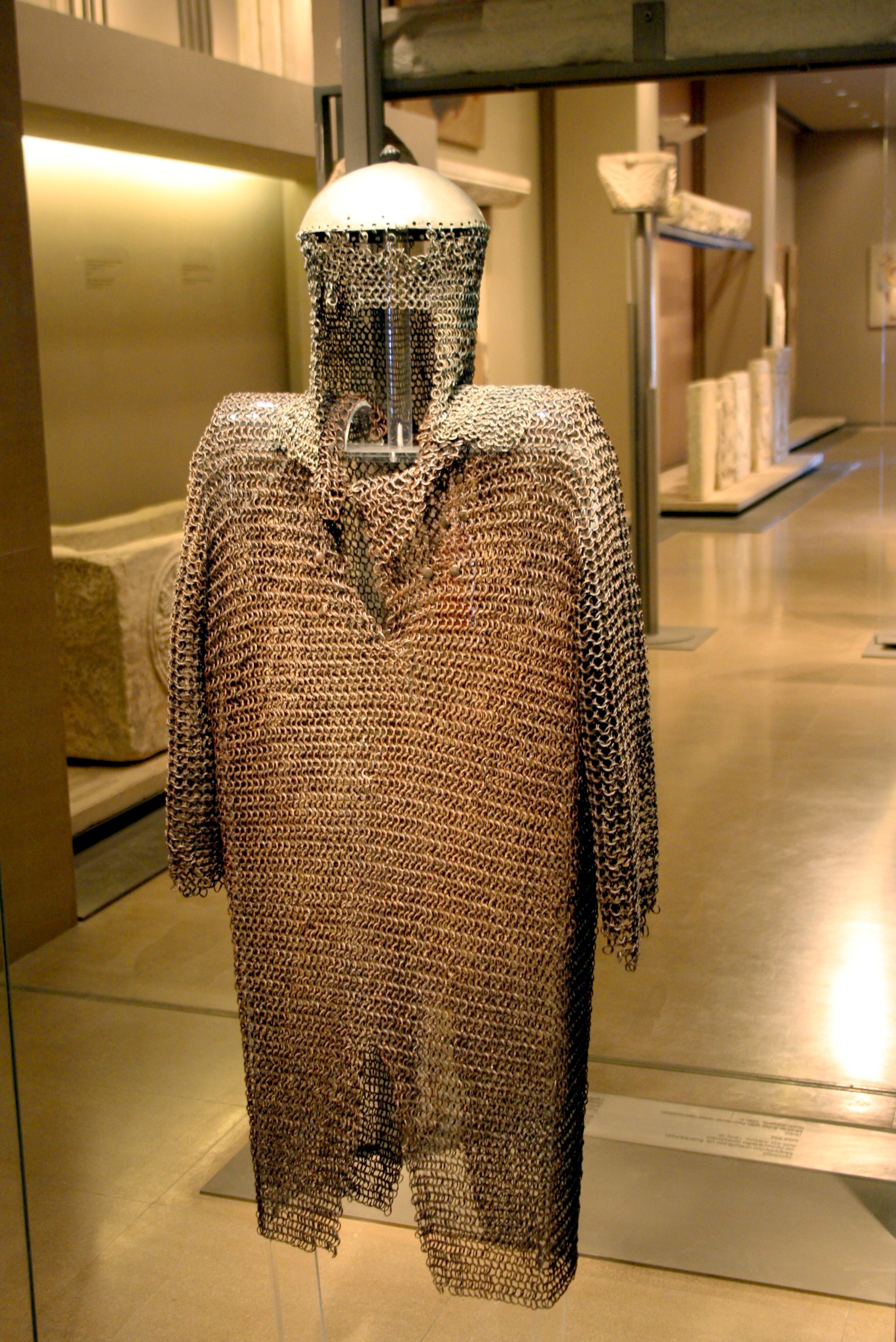
Armure byzantine.

Contrairement à l’Europe Occidentale, les cottes de mailles continuèrent à être utilisées après la chute de l’Empire romain.
Dérivant des mailles annulaires d’origine, de nombreux types furent créés, tant en maille annulaire qu’en maille jaseran.

### Autres régions

#### Asie
De très nombreux types de cottes de mailles annulaires ou jaseran. Existence d’une forme « bâtarde » de cotte de mailles/Broigne où les mailles étaient aussi cousues sur un vêtement. Au moins découvert une fois en Chine (indépendamment de l’Europe).

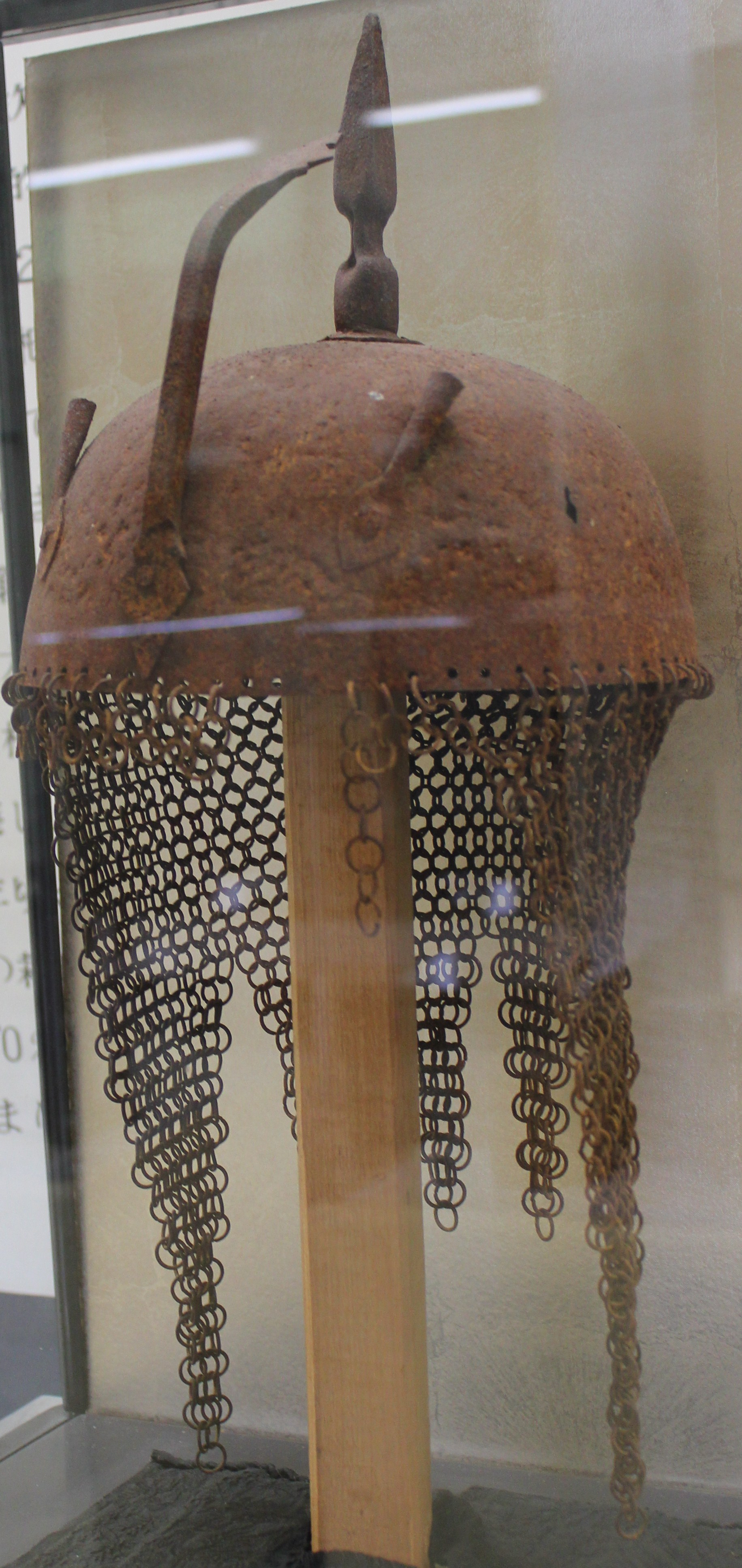
Cotte de mailles servant de couvre-nuque et paragnathides, attachée à un Kulah khud, casque indo-persan.
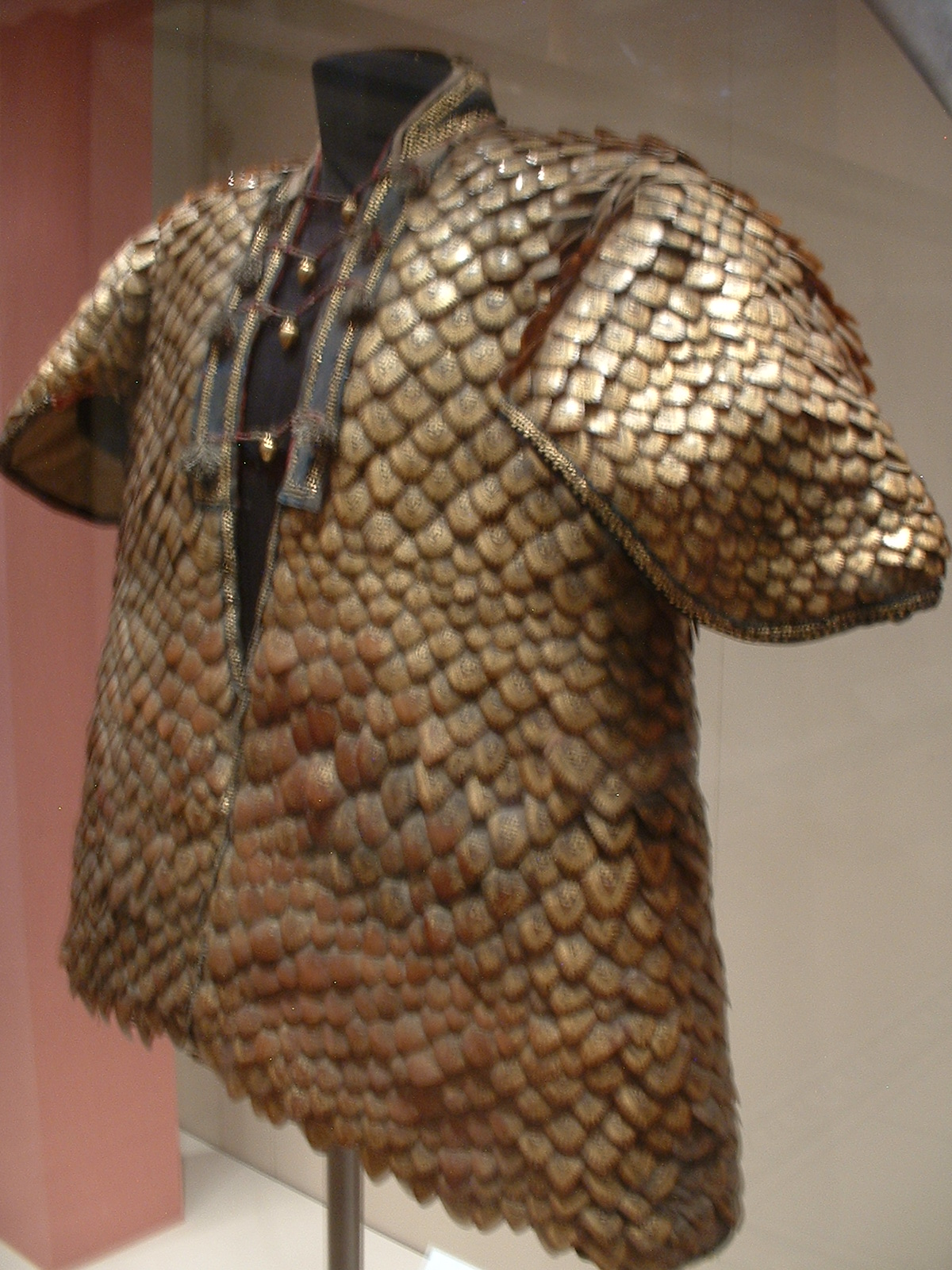
Broigne indienne en écailles de pangolin
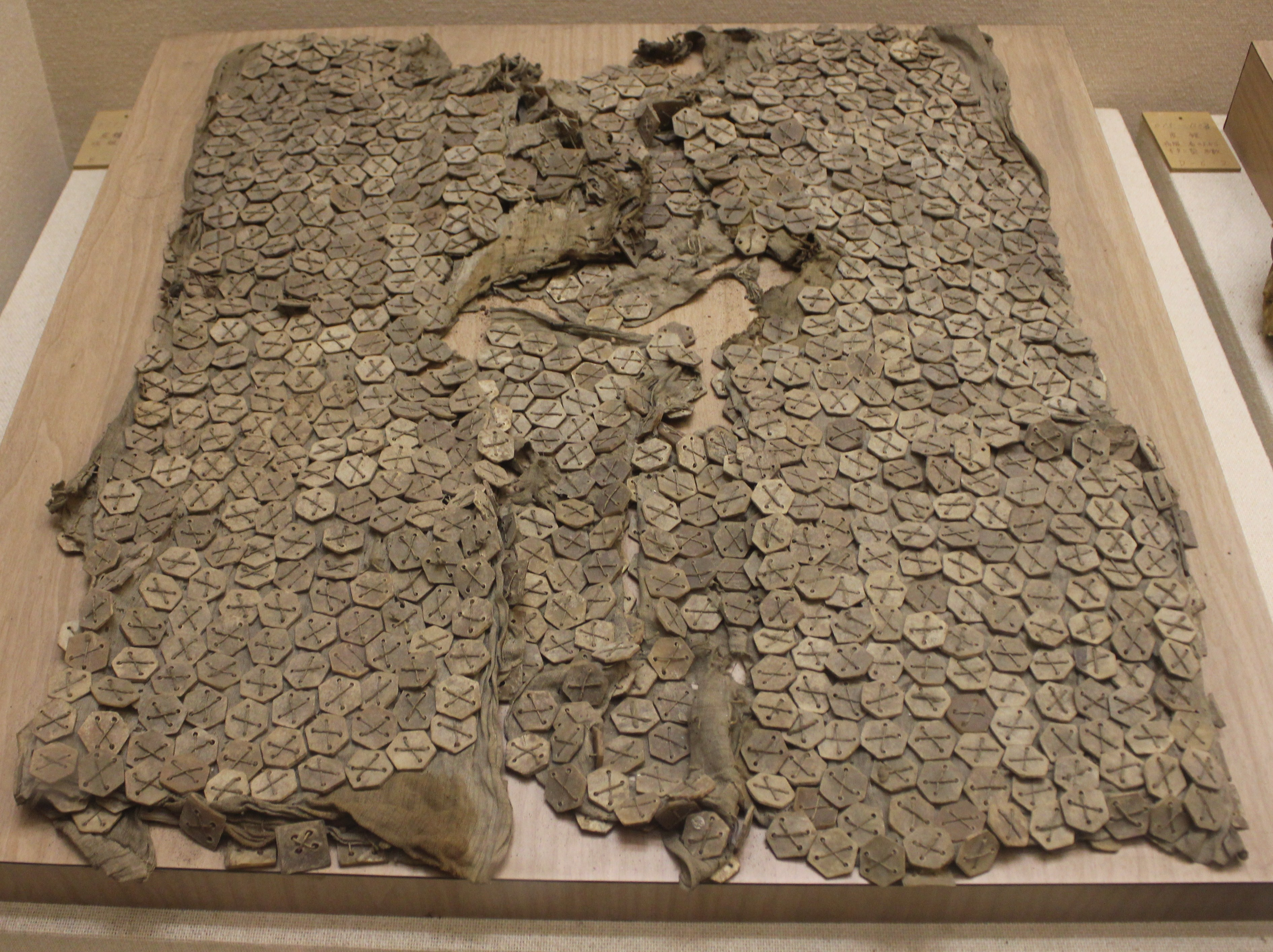
Broigne mongole utilisée au XIIIe siècle pendant les invasions mongoles du Japon

#### Afrique subsaharienne
La cotte de mailles était connue et utilisée au moins sous la forme annulaire.

## Utilisation contemporaine

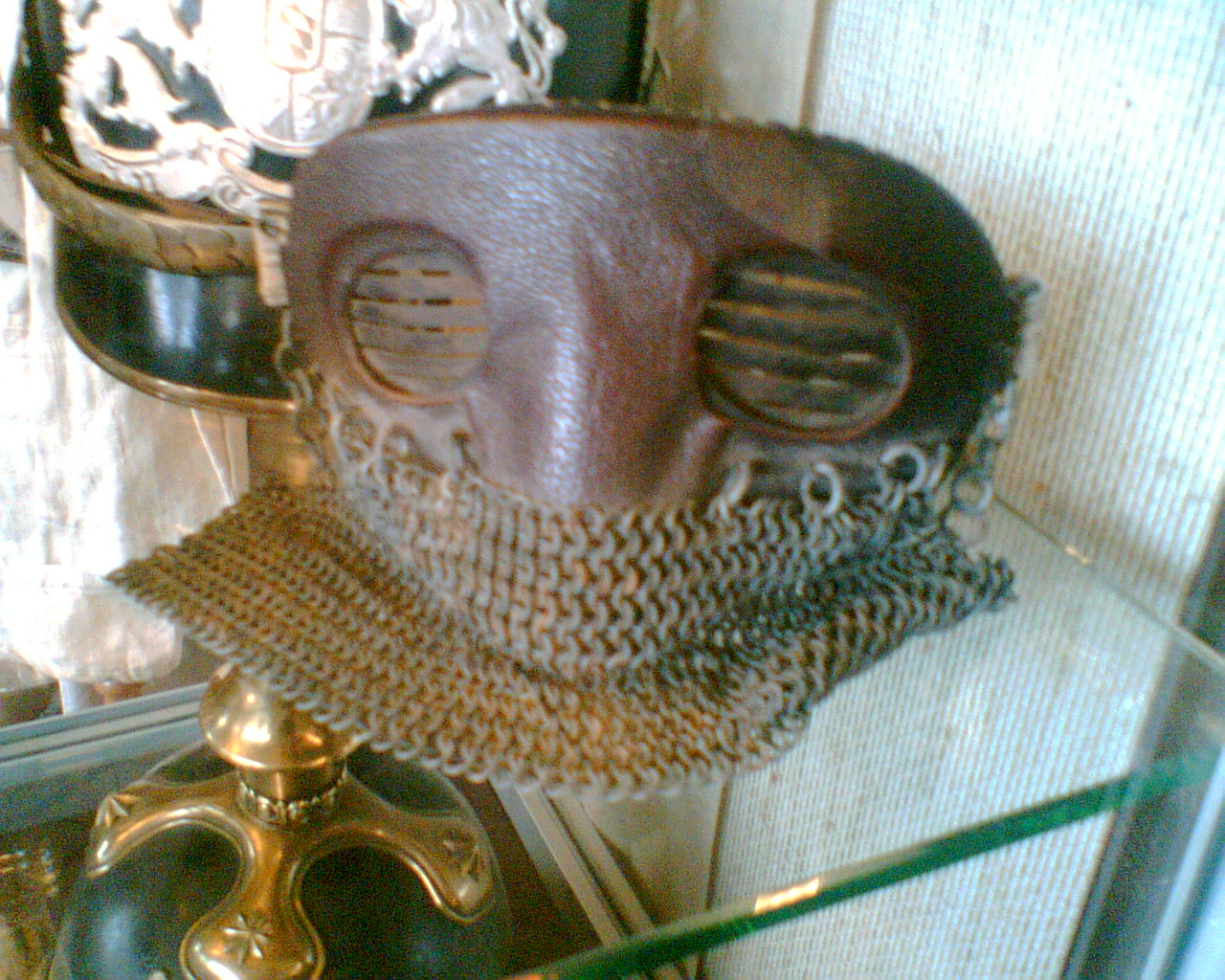
Masque de protection des occupants des chars de combat lors de la Première Guerre mondiale.

Avec la généralisation de l’utilisation des armes à feu, la cotte de mailles a perdu de son intérêt en tant que protection militaire classique. De façon anecdotique, la maille refit son apparition dans l’équipement militaire des occupants des chars de combat britanniques lors de la Première Guerre mondiale. En effet, les masques de protection de ces derniers étaient constitués en partie de cuir et en partie de mailles annulaires afin de les protéger contre les éclats de peinture et de métal éjectés des parois, à la suite des impacts de projectiles à l’extérieur du char.
La plus grande utilisation de cotte de mailles est aujourd'hui faite par des professionnels qui l'utilisent pour se protéger des coupures. C’est le cas des bouchers mais plus fréquemment et de manière obligatoire des personnes qui travaillent dans les abattoirs qui portent des gants en cotte de mailles annulaires afin de se prémunir contre les coupures accidentelles. Il existe également des tabliers spéciaux en cotte de mailles plates constituées d’anneaux et de petites plaques de métal qui servent à étendre la protection à d’autres parties du corps.
La cotte de mailles fait également partie de l’équipement de certains plongeurs qui nourrissent les requins (en anglais shark-feeding) afin de pouvoir approcher ces grands poissons. Cet équipement est surtout adapté pour les requins de petite taille : requin gris de récif ou requin bleu.
La cotte de mailles est également plébiscitée par les créateurs pour le design l’architecture, la décoration, la mode (par exemple en 1966 la robe en métal et cotte de mailles de Paco Rabanne qui inspirera les films de sciences fictions comme 2001, l'Odyssée de l'espace de Kubrik et Barbarella de Roger Vadim), la fabrication de rideaux en cotte de mailles, de pare feux, de vêtements (Tina Turner dans Mad Max 3 en 1989, Rihanna en promotion de son album Rated R en 2009), de bijoux…
C'est un matériau homogène, de haute technicité, performant et détenteur d’un vrai patrimoine historique.
Il existe aussi un marché de fabrication de cottes de mailles soit pour les amateurs de reconstitution historique, les collectionneurs ou les amateurs de jeux de rôle grandeur nature.

## Pièces d'armements

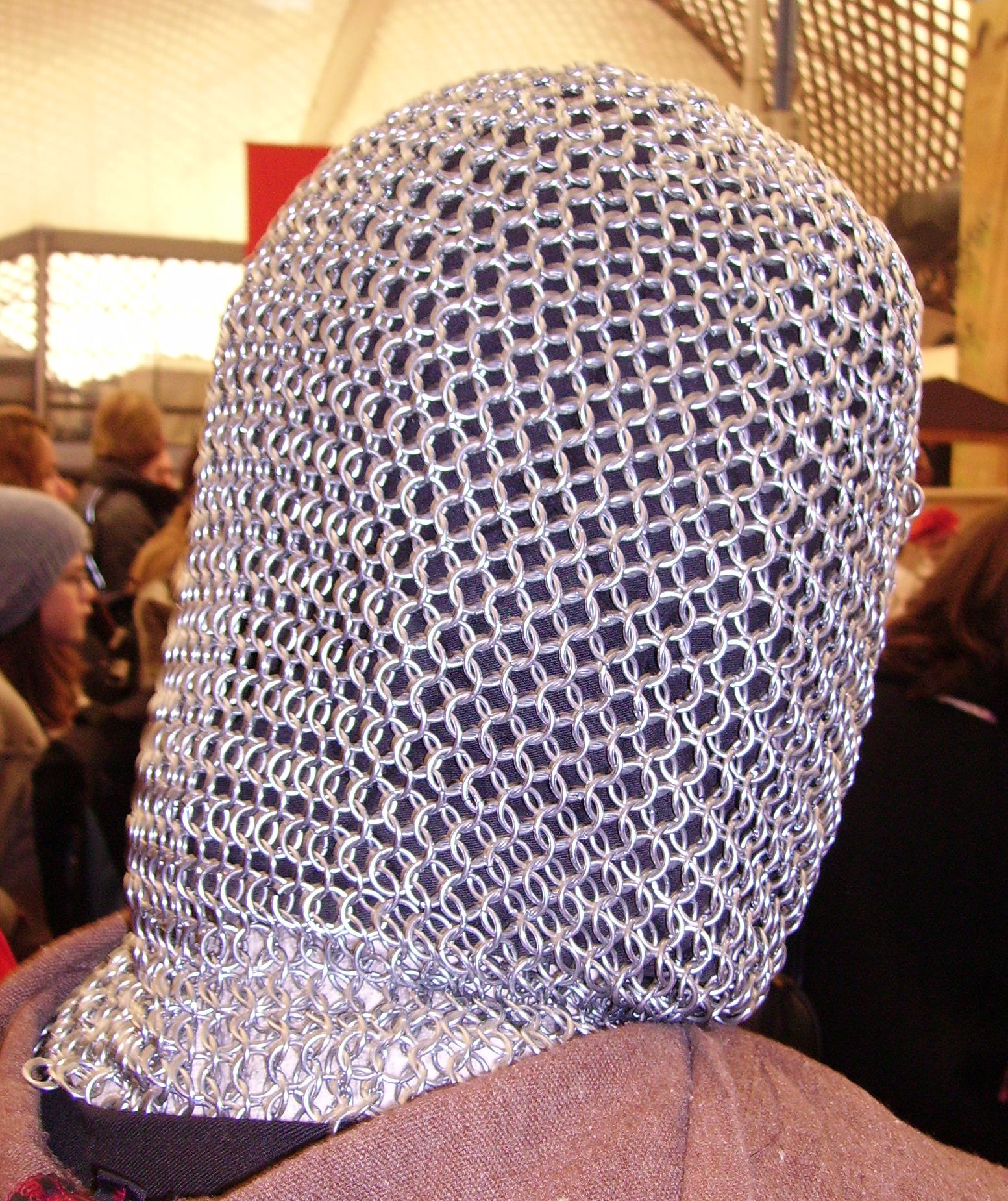
Une coiffe de maille.

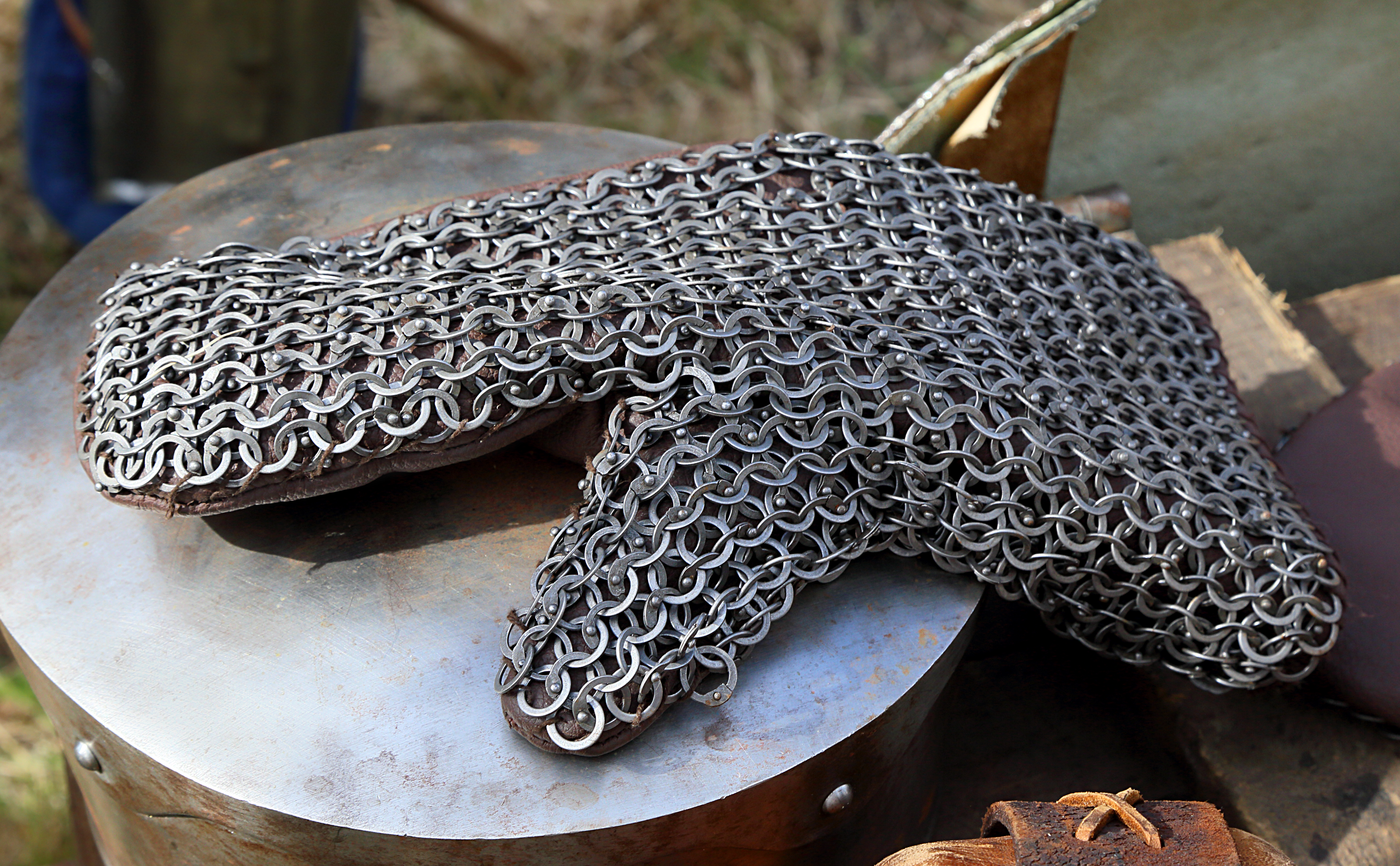
Moufle de mailles.

Ces différentes pièces d’armement peuvent être fabriquées suivant les techniques de la cotte de mailles. Certaines, comme les gants, peuvent être réalisées en mailles plates.
- Le camail ou colletin de maille, pour protéger le cou et les épaules, fixé en bas du casque et sur une pièce d'encolure gambisonnée et affectant la forme d’une capeline.
- La cervelière ou coiffe de maille, recouvrant la tête et se prolongeant également par un camail.
- Les chausses de mailles, servant à la protection des jambes et parfois du dessus du pied.
- Le haubert, sorte de longue chemise de maille, servant à protéger le torse, le haut des cuisses et les bras.
- Les gants de mailles ou gants d’arme ou moufles de mailles, parfois directement rattachées au haubert.
- Le haubergeron, chemise de maille à demi-manche ou 3/4 de manche s'arrêtant en haut des cuisses.
- Les goussets de mailles, pièces complémentaires d'une armure de plate, cousues sur le pourpoint et servant à protéger par exemple l'arrière des articulations : principalement les aisselles, l'envers du bras et le creux du coude, parfois l'envers du genoux.

## Dans la culture populaire
La cotte de mailles naine obtenue par Bilbon Sacquet dans l’ouvrage de J. R. R. Tolkien, Le Seigneur des anneaux, est fabriquée dans un matériau légendaire, le mithril. Pour le tournage de la série de films Le Seigneur des anneaux, de nombreuses cottes de mailles ont été fabriquées et utilisées.